# Leonore Pany
Leonore Pany (auch: Lenore Pany, Pseudonyme: E. Berthold, Emmy Bertold, Rudolf Treuen, * 8. August 1877 in Hollenburg/Donau; † 24. Februar 1965 in Wien) war eine österreichische Schriftstellerin und Komponistin.

## Leben
Leonore Pany war die Tochter eines Seminarprofessors. Sie wuchs in St. Pölten auf, wo sie ab 1889 das Institut der Englischen Fräulein besuchte.
Ihre musikalische Ausbildung erhielt sie am Konservatorium in Krems an der Donau. 1896 ging sie als Erzieherin ins serbische Kragujevac; kurze Zeit später wechselte sie nach Venedig, wo sie als Gesellschafterin in einer italienischen Fabrikantenfamilie wirkte. Eine schwere Erkrankung zwang sie zur Rückkehr nach Österreich. Ab 1902 veröffentlichte sie erzählende Werke in österreichischen und deutschen Zeitschriften. Pany lebte ab 1904 in Wien.
Leonore Panys literarisches Werk umfasst zahlreiche Romane und Erzählungen. Daneben komponierte die Autorin Instrumental- und Kammermusik, Opern und Lieder.

## Werke
| - Der blaue Domino. Schlittenrecht, Reutlingen 1904 - Jungfräuliche Briefe, Berlin 1906 - Traumseele. Herzblättchen, Reutlingen 1907 - Kinderaugen, Reutlingen 1908 - Das Rätsel von Lavrana. Sirenenkünste, Reutlingen 1908 - Barmherzigkeit, Reutlingen 1910 - Irrlicht, Dresden 1910 - Ruhm oder Liebe, Dresden 1910 - Schwestern, Dresden 1910 - Seelenlos, Dresden - 1. Kämpfende Herzen, 1910 - 2. Im Strudel des Lebens, 1910 - 3. Besiegt, 1910 - Verbannt, Dresden 1910 - Büßerinnen, Reutlingen 1911 - Keuschheit?, Berlin 1912 - Theaterkinder, Reutlingen 1912 - Goldhaar, Reutlingen 1914 - Verratene Liebe, Dresden 1914 - Der Shylockschein, Dresden 1915 - Gegen den Strom, Berlin 1916 - Kreuziget ihn, Wien 1916 - Du bist mein!, Dresden 1918 - Irrwege, Dresden 1918 - Liebe. Törichte Frauen, Dresden 1918 - Schmuggler, Dresden 1918 - Gib mir dein Kind, Leipzig [u. a.] 1919 - Das neue Paradies, Leipzig 1919 (unter dem Namen Emmy Bertold) - "Veritas", Wien [u. a.] 1919 - Weil ich Dich liebe, Leipzig [u. a.] 1919 - Die erste Lüge, Leipzig [u. a.] 1920 - Verirrt!, Werdau i. Sa. 1920 - Das Geheimnis der Großen, Wien [u. a.] 1921 - Halbgötter, München 1921 - Arme Buben, Berlin 1922 - Das Brautkleid, Werdau i. Sa. 1922 - Einsam, Leipzig [u. a.] 1922 - Geschieden, Werdau i. Sa. 1922 - Ihr Ziel, Leipzig [u. a.] 1922 - Leid und Liebe, Leipzig [u. a.] 1922 - Mein guter Kamerad, Leipzig [u. a.] 1922 - Des Nächsten Weib, Leipzig [u. a.] 1922 - Die Rosenvilla, Werdau i. Sa. 1922 - Ein Schritt vom Wege, Leipzig [u. a.] 1922 - Stiefkinder des Glücks, Werdau i. Sa. 1922 (unter dem Namen Rudolf Treuen) - Verschollen, Leipzig [u. a.] 1922 | - Auf der Osterfahrt, Leipzig [u. a.] 1923 - Liebe und Leidenschaft, Werdau i. Sa. 1923 - Der Sonne entgegen!, Wien [u. a.] 1923 - Urkraft, Werdau i. Sa. 1923 - "Mann und Weib" und andere Novellen, Leipzig 1924 - Die ungleichen Sonnen, Travemünde 1924 - Zum Tode verurteilt, Leipzig 1924 - Zurück zum Licht, Leipzig 1924 - Ein Blatt im Winde, Werdau i. Sa. 1925 - Das ewige Rätsel, Leipzig 1925 - Ihr Geheimnis, Leipzig 1925 - Der Myrtenstrauß und andere Novellen, Leipzig 1925 - Notbehelf und andere Novellen, Leipzig 1925 - Wie berührt mich wundersam, Leipzig 1925 - So muß ich denn gehen, Leipzig 1926 - Zwischen Dornen und Rosen, Leipzig 1928 - Fremdes Gut, Dresden 1929 - Der Herr der Sterne, Dresden 1929 - Im Erntekranz, Leipzig 1929 - Weltflüchtig, Leipzig 1929 - Winterkönigin, Dresden 1929 - Die goldene Schale, Leipzig 1930 - Ich bleibe Dein, Reutlingen 1930 - Die Maturantin, Leipzig 1930 - Eine Frau steuert, Heidenau 1931 - Geschwisterliebe, Leipzig 1931 - Gesühnte Schuld, Leipzig 1931 - Kreuzträger, Leipzig 1931 - Das Mädchen mit den fremden Händen, Leipzig 1931 - Narren der Zukunft und anderes, Leipzig 1931 - Abschied vom Leben, Leipzig 1932 - Ich habe getötet!, Dresden 1932 - Die Lüge vom Glück, Heidenau 1932 (unter dem Namen Emmy Bertold) - Eine Puppe bekommt ein Herz, Heidenau 1932 (unter dem Namen Rudolf Treuen) - Der Ruf aus dem Äther, Heidenau 1932 - Sonnen der Nacht, Leipzig 1932 - Ich trotze dir!, Leipzig 1933 - Edelweiß, Heidenau 1934 - Spielzeug, Werdau 1934 - Die Ährenleserin, Heidenau 1935 (unter dem Namen Rudolf Treuen) - Buchstaben sehen Dich an, Heidenau 1935 - Die Diskuswerferin, Heidenau 1935 (unter dem Namen Rudolf Treuen) - Der heilige Speer, Heidenau 1935 - Melitta im Glase, Heidenau 1935 - Menschen aus Pappe, Heidenau 1935 - Die neue Kraft, Zwickau 1937 (unter dem Namen E. Berthold) - Dachvögel, Luxemburg 1940 |